# A Perfect Solution
A Perfect Solution è il decimo album in studio dei Mesh, pubblicato nel 2009.

## Tracce
1. If We Stay Here – 6:17
2. Only Better – 5:45
3. Everything I Made – 6:41
4. Is It So Hard – 5:58
5. Hold It Together – 4:55
6. It's Gone – 5:10
7. How Long – 6:22
8. Who Says – 6:34
9. Hopes Dreams – 4:33
10. Want You – 3:56
11. The Bitter End – 4:59